# Cultura de Luxemburgo

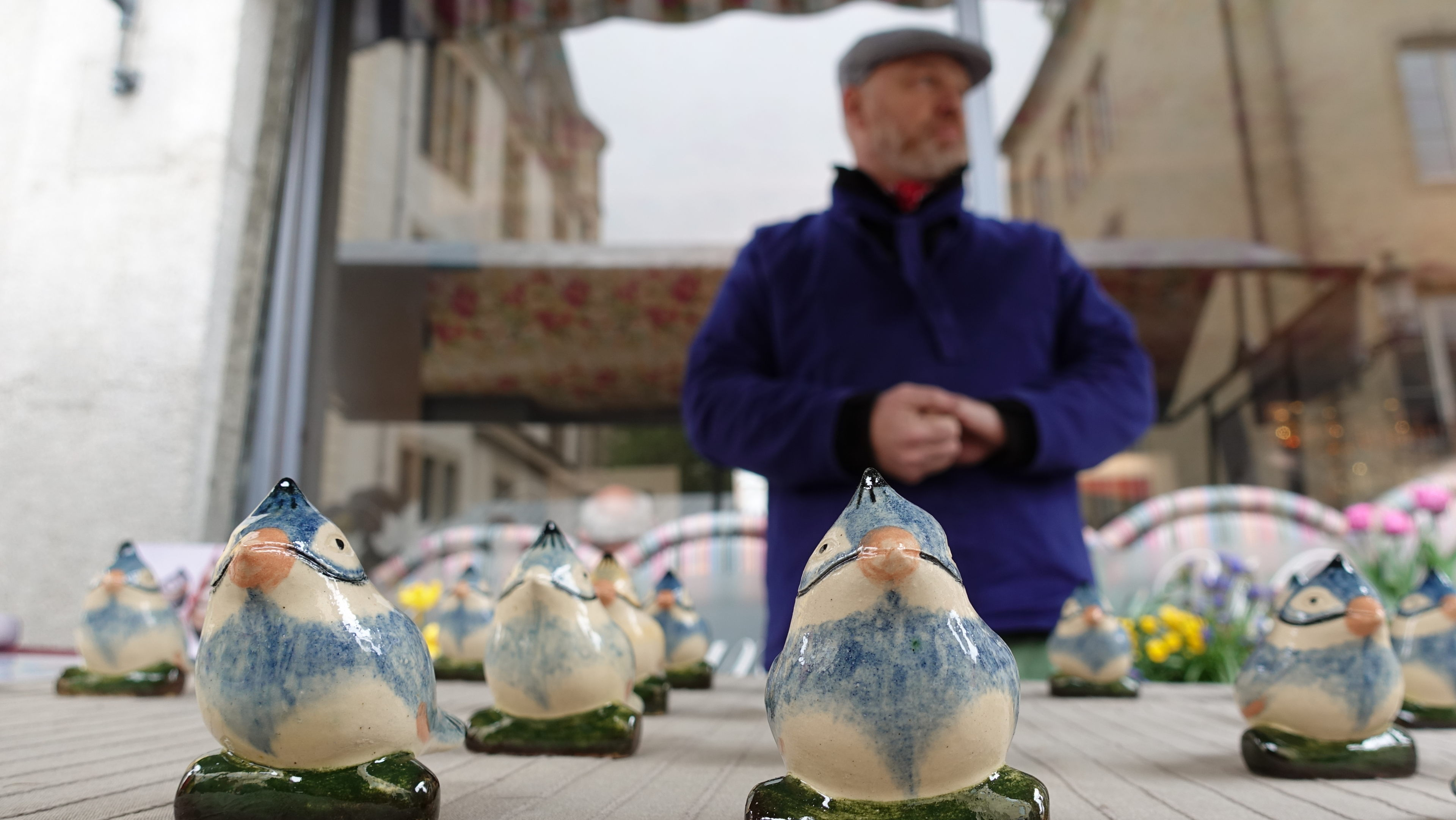
Pájaros cantores de cerámica hechos para el mercado folclórico Eemaischen celebrado cada lunes de Pascua en la villa de Nospelt.

La cultura de Luxemburgo hace referencia a la cultura y tradiciones del pequeño país europeo de Luxemburgo. La mayoría de los ciudadanos son poliglotas, es decir, pueden hablar el idioma germánico nacional, llamado luxemburgués, además del francés y el alemán.

## Cultura autónoma
Cómo país profundamente rural y folklórico, Luxemburgo mantiene numerosas tradiciones. Entre estas tradiciones, es destacable la Procesión Danzante de Echternach, que se lleva a cabo anualmente.

## Museos
Los museos más importantes del país son:
- El Museo Nacional de Historia y Arte
- El Museo Nacional de Historia Natural de Luxemburgo
- El Museo Histórico de la Ciudad de Luxemburgo
- El Museo de Arte Moderno Gran Duque Juan (conocido como Mudam)

## Pintores destacados
Joseph Kutter y Jean Jacoby fueron destacados a través de los siglos. Algunos pintores destacados de después de la Segunda Guerra Mundial fueron Emile Kirscht, Fony Thissen, Joseph Kutter y Gust Graas.

## Fotógrafos
El influyente fotógrafo Edward Steichen nació en Luxemburgo. Fotógrafos contemporáneos incluyen al fotoperiodísta Thierry Frisch.

## Poetas
Los poetas más famosos fueron Michel Rodange y Anise Koltz. En la poesía contemporánea destaca Jean Portante.

## Arquitectura
Luxemburgo posee algunos edificios con una distinción arquitectónica importante. La ciudad de Luxemburgo es Patrimonio de la Humanidad según la UNESCO.

## Músicos
Brian Molko, cantante y guitarrista de la banda de rock Placebo vivió en Luxemburgo la mayor parte de su vida, donde aprendió a tocar diversos instrumentos como la guitarra, el piano y el saxofón.

## La cultura luxemburguesa
El estilo de vida en Luxemburgo está muy influenciado por un gran contenido cultural, se caracteriza por su apertura al mundo, es decir, una disposición mentalmente abierta, por una cantidad infraestructuras culturales entre las cuales siempre cabe lugar a la elección entre varias opciones, lo que fomenta la diversidad. Además, las escenas naturales son muy frecuentes,  el multilingüismo, las fiestas y las tradiciones.
Como consecuencia de todas estas contribuciones se obtiene una interesante cantidad de obras literarias, artísticas, arquitectónicas y musicales. Se cultivan la ópera, la danza y el teatro además de otras artes expresivas, el Festival de Luxemburgo o el Festival de Wiltz, las noches de música clásica en la Filarmónica de Luxemburgo o el Festival Internacional de Echternach son algunas manifestaciones en las cuales se puede apreciar la capacidad de los artistas, además, es posible que cualquiera que desee expresarse pueda hacerlo en casi cualquiera de estos escenarios, sobre todo en los festivales de carácter abierto.
En cuanto al punto de vista musical tienen mucho éxito el rock,  el pop o el indie. En los festivales al aire libre se puede dar cuentas de la variedad de música que se presenta en Luxemburgo.
El Gran Ducado ofrece durante todo el año una variedad de manifestaciones culturales relevantes contando con una infraestructura cultural moderna y dinámica en la que cabe cualquiera que esté interesado en disfrutar de estas obras.